# Mondo

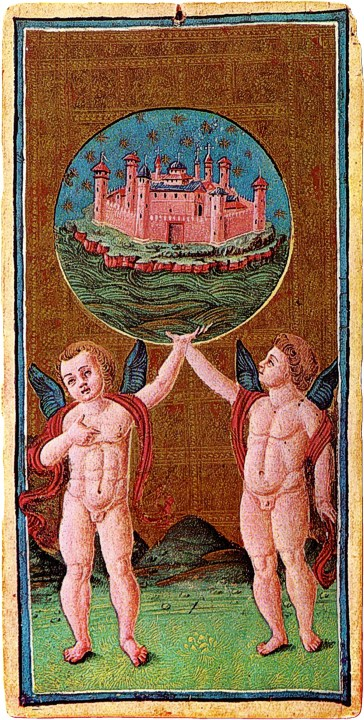
Il Mondo, carta finale degli Arcani maggiori dei Tarocchi, simbolo della totalità pienamente realizzata per la sua rotonda perfezione.

Con il sostantivo mondo si usa designare la totalità della dimensione in cui vivono gli esseri umani, comprendente tutti i suoi abitanti animati e inanimati, inteso anche come il loro luogo primigenio in senso cosmologico e filosofico, distinto dagli altri pianeti ed oggetti materiali o metafisici che costellano l'Universo. Si distingue dal concetto di Terra che ricopre invece il significato di mera entità fisica.
In un contesto metaforico, esso può anche fare riferimento a ogni ambito, insieme o sfera globale in sé compiuta, esistente nella realtà o nell'universo.

## Definizione

Cartina muta del mondo.

La definizione di mondo nella lingua italiana proviene dall'espressione latina locus mundus nella sua accezione di «luogo pulito, chiaro, visibile» (cioè «mondato»), ovvero quella porzione della Terra, ma anche del cielo, illuminata dalla luce e quindi visibile, identificabile e riconoscibile dall'essere umano.
Ma in tale definizione è implicito in aggiunta anche il valore di «ornamento» e di «elegante» inteso come il luogo ordinato dove regna la bellezza, insito anche nel greco κόσμος (kósmos) con significato di «ordine, ornamento, bellezza», contrapposto al Χάος (chàos) e che rimanda al pensiero pitagorico ellenistico.

## Significato filosofico
Nelle varie dottrine filosofiche il termine ha assunto due significati prevalenti:
1. La totalità delle cose esistenti, quale che sia il significato attribuito alla parola esistenza nelle diverse ermeneutiche. In questo caso il Mondo rappresenta l'oggetto stesso dell'ontologia.
2. La totalità di uno o più campi di indagine o di attività o di relazioni, come quando si dice "Mondo fisico", "Mondo Storico", "Mondo degli affari" e così via.

I primi ad utilizzare il concetto di Mondo inteso come totalità furono gli Epicurei, ma solo nella filosofia moderna, ad esempio in Leibniz, questo concetto prevalse soppiantando quello di Mondo come "ordine" introdotto da Pitagora.
Nel secondo significato, il mondo sta a indicare quanto riguarda una particolare civiltà e vi si è sviluppato nell'ambito dei suoi confini fisici o metafisici con riferimento alle sue leggi, alla cultura, agli usi, ai costumi, alla filosofia, all'arte: il "mondo romano", il "mondo ellenistico", il "mondo cristiano", il "mondo arabo" o anche il "mondo d'oggi", inteso come la somma delle realtà umane che contraddistinguono i tempi odierni; oppure il "mondo dell'Ottocento", il "mondo della preistoria", ecc.
Il mondo è anche, sempre nella medesima accezione, quanto prodotto e significato nei confini di una particolare attività o disciplina umana: il "mondo dell'arte", "della filosofia", "della scienza", "della religione", "del lavoro", "della politica", "della meteorologia", "del calcio", "dell'amore", "dell'urbanistica".

### Mondo terreno e celeste

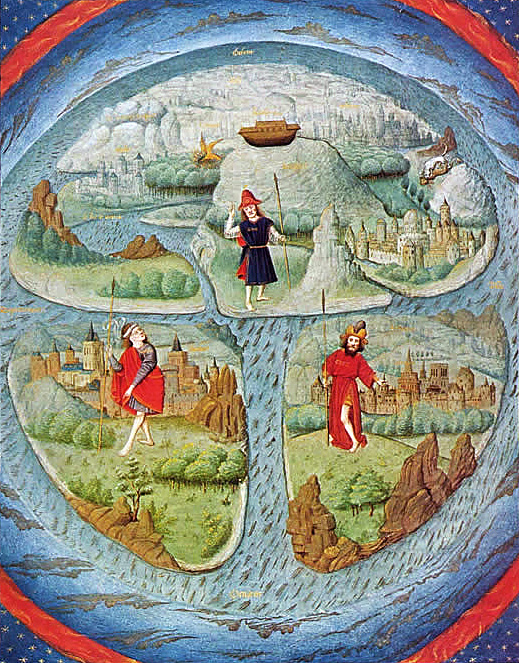
Illustrazione di una mappa orbis terrae T-O nel manoscritto La Fleur des Histoires (1459-1463)

Dal punto di vista ontologico, a partire da Platone è invalsa la distinzione tra due mondi o livelli di esistenza: quello intellegibile delle idee, o iperuranio, in cui dimorano i modelli veri della realtà, forme invisibili e immutabili come l'unità, la bontà, la bellezza, e quello sensibile, dotato invece di uno statuto ontologico inferiore, in cui i singoli enti sono solo copie sbiadite di quelle forme supreme, ed esistono solo nella misura in cui partecipano di esse.
Anche la tradizione aristotelica distingueva il mondo terreno o sublunare, soggetto ai continui fenomeni di generazione e corruzione, di nascita e morte, dal mondo celeste, proprio degli astri progressivamente più elevati, nel quale viceversa vigeva una perfezione gerarchica e ascendente, espressa dal moto circolare con cui si muovevano le diverse sfere orbitali.
Questa distinzione, che si rifletteva nella differenza tra fisica e metafisica, fu adottata anche nella cultura romana ad esempio da Cicerone e Lucano come la dolorosa consapevolezza di un'invalicabile frontiera tra Terra e Cielo, tra necessità e possibilità, fino a trapassare nella filosofia e nella scienza medievali, permeando la storia della filosofia quale indicatore di un'irriducibile differenza ontologica tra la dimensione trascendente dell'etere spirituale e quella degli enti sensibili composti dai quattro elementi classici (fuoco, aria, acqua, terra).
In particolare, mappa mundi era il termine latino con cui in epoca medievale si indicavano le carte del mondo sublunare. Molte di esse, poiché avevano rappresentazioni circolari col Mediterraneo raffigurato a forma di T che divideva i tre continenti Asia, Africa e Europa, vengono oggi chiamate «mappamondi T-O» (o mappa orbis terrae).

### L'anima e la copula del mondo

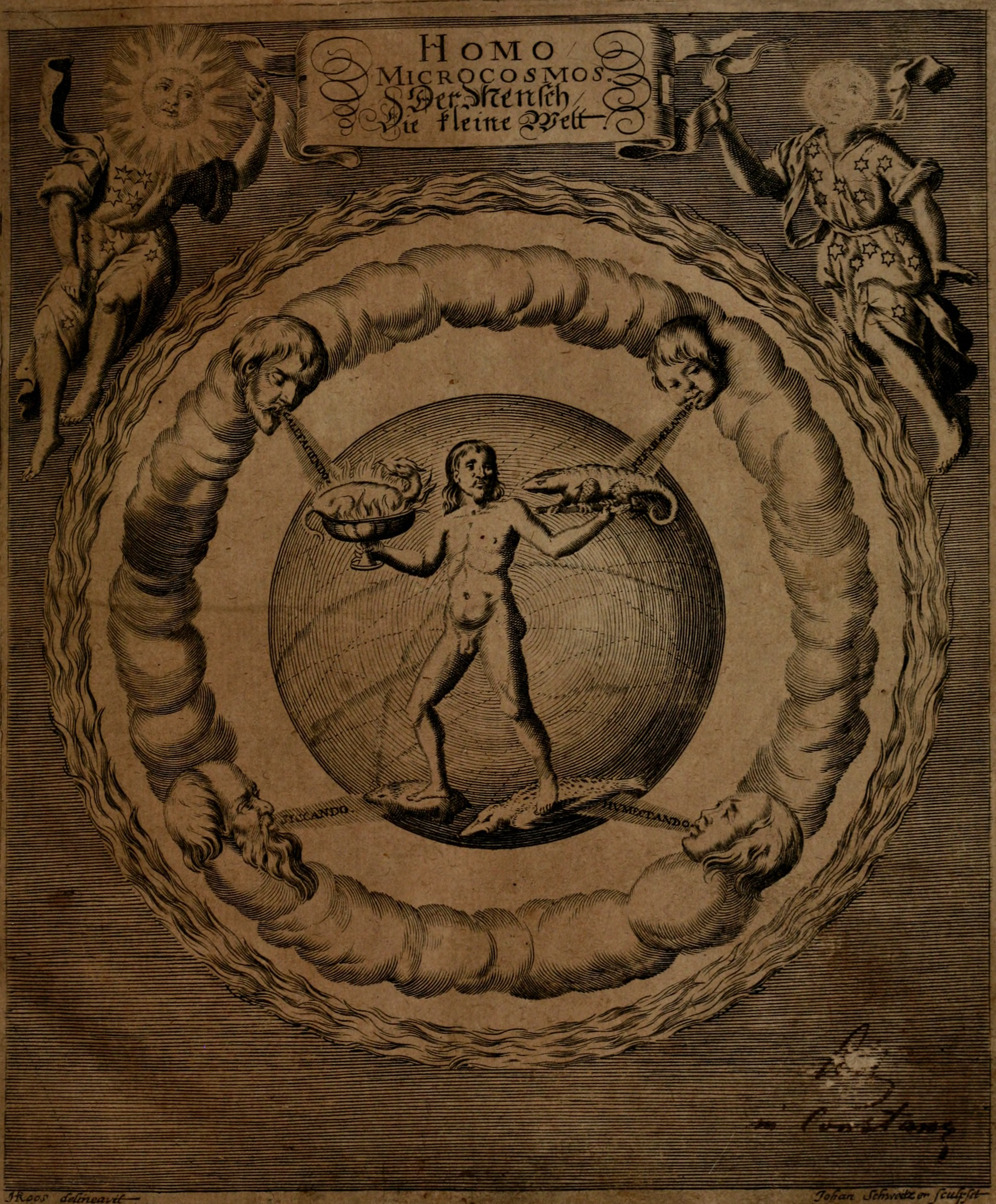
L'uomo come microcosmo posto al centro del macrocosmo (dal trattato Homo microcosmus, 1670)

Nella cosmologia neoplatonica, inaugurata dal Timeo e rielaborata da Plotino, il ruolo di mediatrice tra spirito e materia era assegnato all'ipostasi dell'Anima, che per un verso è collegata alla dimensione intellegibile, e per un altro si volge verso il basso diventando «Anima del mondo», andando a vitalizzare la natura nella sua totalità, costituendone il principio unificante da cui, come da un solo grande organismo, prendono forma i diversi esseri viventi, ognuno con le proprie specificità.
L'umanista Marsilio Ficino ricorse all'espressione copula mundi per indicare la capacità dell'essere umano di riunificare dentro la sua stessa anima gli estremi opposti del mondo, ricomponendo la frattura tra spiritualità e corporeità, tra Dio e il creato. Riprendendo anche concetti della filosofia ermetica, Ficino vedeva infatti nell'uomo un microcosmo che contiene in sé il macrocosmo, un centro intermediario nel quale si realizza quella corrispondenza già individuata da Ermete Trismegisto nella Tavola di Smeraldo col celebre motto: «Ciò che sta in Basso è come ciò che sta in Alto».

### Pluralità dei mondi
Nel Rinascimento, con la rivoluzione astronomica, il dualismo tra mondo sublunare e realtà sovrasensibile fu rimesso in discussione, oltre che dalle teorie di Copernico, anche sul piano filosofico da Nicola Cusano e soprattutto Giordano Bruno: quest'ultimo, pur richiamandosi a Platone, affermò l'esistenza di una pluralità dei mondi, prefigurando il principio di omogeneità dell'universo, secondo cui non vi sono salti ontologici o alterità qualitative tra le diverse realtà del cosmo, essendo in esso possibili infiniti altri sistemi planetari, con altri pianeti abitati come la Terra, tutti composti dai quattro elementi, tutti irradianti luce, e nessuno inferiore agli altri per dignità.

## Significato religioso

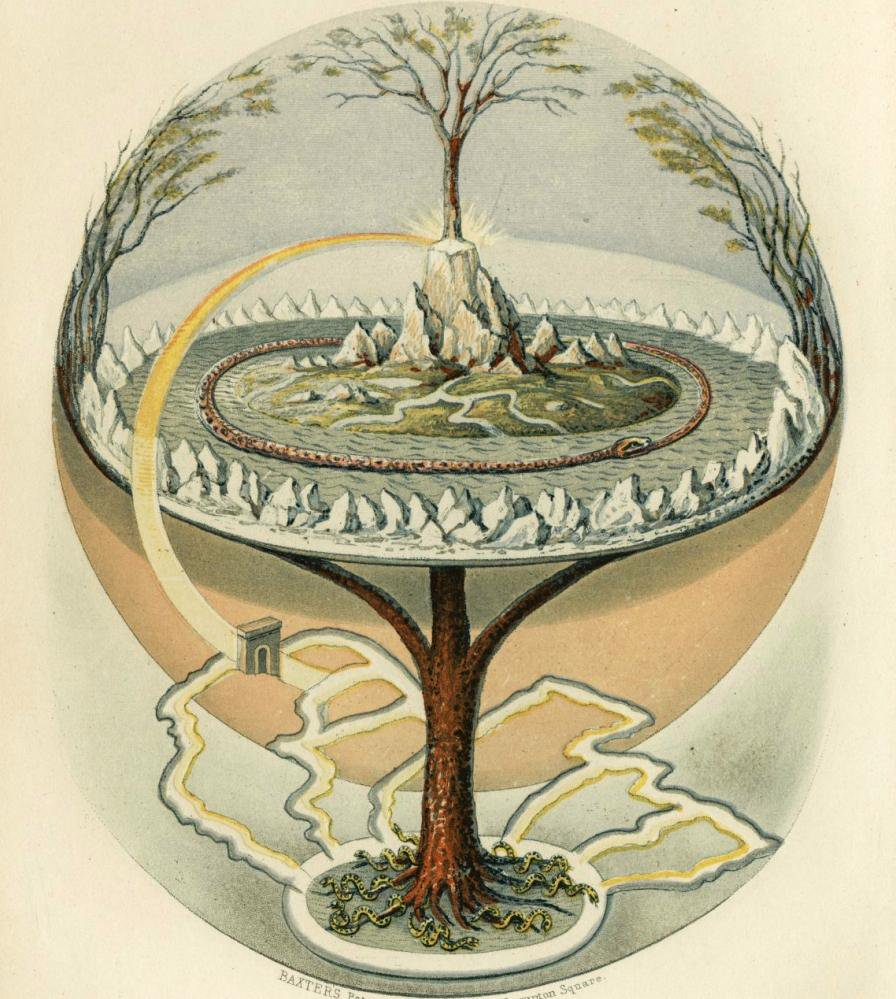
L'Yggdrasil, ricostruzione moderna dell'albero del mondo norreno

Nelle cosmologie mitologiche e religiose ricorre spesso la descrizione del mondo come centrato su un asse e delimitato all'esterno da un confine, simile a un oceano cosmico, a un serpente gigantesco o altre figure. Quest'asse, noto in latino come axis mundi, ha la funzione di collegare le dimensioni contrapposte della Terra e del Cielo, il mondo dei vivi con quello dei morti. Ne sono esempi il Monte Meru della cosmologia religiosa del Sud-est asiatico, lo Hara Berezaiti della tradizione religiosa iranica o anche l'Himinbjörg della mitologia scandinava.
Analoga funzione è svolta dai cosiddetti alberi del mondo, come l'Yggdrasil della mitologia norrena, l'Irminsul dei Sassoni, o il noce di Benevento tra i Longobardi.
In senso più specifico, nella Bibbia la parola «mondo» (tradotta in greco antico come còsmos) può indicare non solo l'universo ma anche l'umanità e l'opposizione a Dio.

### Mondo come mondanità
In alcune religioni, il concetto di mondo viene associato alla mondanità, ossia a tutto ciò che contraddistingue la realtà terrena rispetto ad altri regni o dimensioni, soprattutto ultraterrene.
Nel cristianesimo, in particolare, il termine rimanda ai concetti di decadenza, corruzione e aleatorietà propri della società umana, in contrapposizione al mondo a venire, al quale è destinato a ricongiungersi dopo la frattura causata dal peccato originale. Il mondo viene talora accostato alla carne e al diavolo come fonte di tentazione da cui i cristiani dovrebbero guardarsi. Esso passò così a definire lo status di mercanti, principi e tutti coloro che si occupavano di cose «mondane» a differenza dei religiosi. Dal mondo deriva anche il termine «mondezza» sia nel senso di purezza, sia nel senso di spazzatura che si porta via pulendo.
Gesù Cristo raccomandava ai propri discepoli di essere «nel mondo, ma non del mondo», alludendo al fatto di dover vivere in un regno a cui essi però non appartengono, perché governato dal Signore delle tenebre. All'oscuro «re di questo mondo» l'esoterista René Guenon contrapponeva il «Re del mondo» nella sua interezza, inteso come appellativo divino attribuito a una figura mitica dotata di sovranità universale, a cui è affidato il compito di riportare il mondo alla sua purezza originaria.